# 埃迪克岛
埃迪克岛（法語：Île d'Hœdic，亦作，法語發音：[il dedik]），又称奥埃迪克岛，是法国莫尔比昂省的一座花岗岩岛屿，也是同名市镇的主要组成部分。该岛位于比斯開灣，贝勒岛以东13千米、瓦特岛东南5千米处，长约3千米，宽0.7-1千米。面积2.08平方千米，最高海拔22米。